# Didymocantha pallida
Didymocantha pallida là một loài bọ cánh cứng trong họ Cerambycidae.